# پیام‌گزینی

## پیام گزینی
اولین مرحله تصمیم گیری درمدل روند کارمرجع، گام گزینش پیام، به تعیین اطلاعات اساسی موجود درپرسش استفاده کننده از کتابخانه می‌پردازد. دراین مرحله مقدماتی، کتابدارپرسش را تجزیه و تحلیل می‌کند تا موضوع پرسش و نوع اطلاعات مورد نیاز را مشخص سازد. در بخش مرجع، مراجعه کننده و کتابدار هر دو سؤال کننده هستند. مراجع برای دستیابی به اطلاعاتی که به آن نیازدارد وکتابداربرای پی بردن به نیازهای واقعی مراجع ازیکدیگر سؤال می‌کنند

## داده و خواسته
بررسی صدها پرسش رسیده به بخش مرجع نشان می‌دهد که هر پرسشی که به گونه‌ای درست توسط مراجع مطرح می‌شود دارای دو جزء اساسی است. یک جزء بیانگر اطلاع یا داده‌ای است که مراجع به کتابدارمی دهد و جزء دیگر بیانگرنوع اطلاع یا خواسته‌ای است که درارتباط با داده‌است که مورد نیازمراجع است و کتابدارمرجع باید آن را بیابد. (دیانی، ۱۳۸۵، ۲۳)
به عبارت دیگر موضوع پرسش را داده و تعیین هویت ونوع اطلاع مورد نیاز درباره موضوع را خواسته می‌نامیم. (جهودا، ۱۳۷۵، ۹۷)

## اطلاعات حاشیه‌ای
داده و خواسته اصلیترین اطلاعاتی است که مراجعه کننده دراختیارکتابدار قرارمی دهد. ولی ممکن است اطلاعات دیگری نیزدریک پرسش وجود داشته باشد که این اطلاعات را اطلاعات حاشیه‌ای می‌نامیم که وجودشان برا ی زود تربه نتیجه رسیدن سودمند است اما باید توجه داشت که بدون داده و خواسته اصلی اطلاعات حاشیه‌ای نمی‌تواند به پاسخدهی منجرشود.

## توصیفگر
چون داده پرسش را براساس واژه‌ها و کلمه‌های به کاربرده شده درهرپرسش برمی گزینیم، لذا به تعداد پرسشهای که مراجعان مطرح می‌کنند داده و خواسته خواهیم داشت. به عنوان مثال درهریک ازپرسشهای زیر
نشانی  حسنِ کریمی چیست؟ نشانی دکترمحمد جعفرشهیدی چیست؟ درهردو پرسش داده نام شخص است به همین ترتیب د رپرسش مخترع لامپ کیست؟ چه کسی وزیرفرهنگ وارشاد است؟ خواسته نام شخص است. به طورکلی بیشترین داده‌ها و خواسته‌ها را می‌توان برحسب تعداد محدودی عنوان که توصیفگرنامیده می‌شود طبقه بندی کرد. (جهودا، ۱۳۷۵، ۱۰۱)

## توصیفگرهای داده
- نشانه اختصاصی: هنگامی آنها را به کار برید که علایم اختصاری یا نمادی داده می‌شود.

مثال: معنی I.R.I.B که روی صفحهٔ تلویزیون ایران ظاهر می‌شود چیست؟
- سازمان: با نام مشخص، هنگامی آن را به کار برید که نام شخص ذکر می‌شود.

مثال:سازمان برنامه و بودجه در کجای تهران قرار دارد؟
- شخص: با نام مشخص، هنگامی آن را به کار برید که نام شخص ذکر می‌شود.

مثال: آیت‌الله کاشانی در چه سالی به دنیا آمد؟
- مکان: با نام مشخص، هنگامی آن را به کار برید که نام مکانی مشخص می‌آید.

مثال: شهر گناباد در کدام استان ایران قرار دارد؟
- اصطلاح یا موضوع: هنگامی آن را به کار برید که اطلاعاتی در بارهٔ یک کلمه یا موضوع خواسته‌اند و آن کلمه یا موضوع زیر دیگر توصیفگرهای این سیاهه نمی‌آید.

مثال: به اطلاعاتی تاریخی دربارهٔ شعر نو نیاز دارم.
- نشریه خاص: هنگامی آن را به کار برید که عنوان کتابی، مجله‌ای، گزارشی، پایان‌نامه‌ای مشخص یا سایر انواع انتشارات به طور کامل یا ناقص داده می‌شود.

مثال: آیا مجلهٔ فرهنگ نو را در مجموعه دارید؟

## توصیفگرهای خواسته
- تاریخ:هنگامی آن را به کار برید که تاریخ یا دورهٔ مشخصی خواسته می‌شود.

مثال: انقلاب صنعتی در چه دوره‌ای (قرنی) رخ داد؟
- تصویر: هنگامی آن را به کار برید که عکس، نقشه، یا نوع تصویر دیگری خواسته می‌شود.

مثال۱: آیا عکسی از مظفرالدین شاه دارید؟
مثال۲: آیا نقشه شهر همدان را دارید؟
- اطلاعات عددی: برای این مورد دو توصیفگر موجود است:

الف) اندازه: فاصلهٔ هوایی بین تهران، بندرعباس چقدر است؟
ب) شمارش: چند دانشجو در سال ۱۳۶۶ در دانشگاه اهواز ثبت نام کردند؟
- سازمان: هنگامی آن را به کار برید که نام شرکتی، موسسه‌ای دولتی، کتابخانه‌ای، دانشگاهی یا سایر سازمانها درخواست می‌شود.

مثال: شرکت ایران خودرو وابسته به کدام وزارتخانه است؟
- شخص: هنگامی آن را به کار برید که نام شخصی را می‌خواهند.

مثال: مخترع ماشین خیاطی چه کسی است؟
- نشانی یامحل:هنگامی آن را به کار برید که نشانی یا محلی را می‌خواهند.

مثال۱: نشانی دانشگاه شهید بهشتی چیست؟
مثال۲: مقبرهٔ دانیال نبی در کجا قرار دارد؟
- انتشارات: سه توصیفگر در این مورد به کار برده می‌شود:

الف:کتابشناسی: هنگامی آن را به کار برید که تنها سیاهه‌ای از نوشته‌ها خواسته می‌شود.
مثال: به سیاههٔ کتابهایی که در موضوع سوادآموزی تالیف شده است نیاز دارم.
ب: محل دستیابی به سند: هنگامی آن را به کار برید که محل دستیابی به سندی با عنوان خاص، در کتابخانه‌های محل یا دیگر کتابخانه‌ها، نیاز است.
مثال: مجلهٔ نامهٔ علوم اجتماعی در سالهای قبل از انقلاب اسلامی چاپ می‌شد، در کدام کتابخانه وجود دارد؟
ج) وارسی و تکمیل اطلاعات کتابشناختی: هنگامی آن را به کار برید که تمام یا قسمتی از اطلاعات کتابشناختی یک اثر در خواست می‌شود.
مثال: ناشر، محل انتشار و تاریخ انتشار کتاب زمینه روانشناسی را که آقای دکتر نقی براهنی ترجمه و ویراستاری آن را برعهده داشته است لازم دارم.
- اطلاعاتی که از متن‌ها بدست می‌آید. : سه توصیفگر در این مورد به کار برده می‌شود.

الف) تعریف ـ نماد: هنگامی آن را به کار برید که تعریف واژه‌ها یا اصطلاح‌ها خواسته شده یا اطلاعاتی دربارهٔ هویت نمادی مورد نیاز است.
مثال۱: علامت اختصاری «صص» به چه معنی است؟
مثال۲: تعریف نظریه در علوم اجتماعی چیست؟
ب) توصیه: هنگامی آن را به کار برید که بررسی یا نقد کتاب، فیلم و... را می‌خواهند.
مثال: به کتاب مناسبی دربارهٔ پرندگان که مناسب نوجوانان باشد نیاز دارم.
ج) اطلاعات کلی یا زمینه‌ای: هنگامی آن را به کار برید که پاسخ درخواستی نوشته یا خلاصه‌ای از یک نوشته است یا هنگامی که به اطلاعات مقدماتی یا زمینه‌ای دربارهٔ موضوعی خاص نیاز است.
مثال: به مقاله‌ها و کتابهایی درباره تاریخ شهر شیراز نیاز دارم، می‌خواهم براساس آنها مقاله‌ای برای روزنامهٔ دیواری مدرسه بنویسم.